# Miriam Meghnagi
Miriam Meghnagi (Tripoli, ...) è una cantante, etnomusicologa e traduttrice italiana.

## Biografia
Nata a Tripoli da una famiglia ebraica, giunge in Italia nel 1967 e studia a Roma, all'Università La Sapienza, dove si laurea in filosofia e si specializza in psicologia dinamica ed etnomusicologia.
Per Savelli, Città Nuova e Marsilio è traduttrice dall'inglese, dal francese e dal tedesco. Suoi saggi sono stati pubblicati in volumi collettanei editi da Bulzoni, Garzanti, Nicolodi, Dedalo e in riviste tra le quali Praxis e Noi donne.
Compositrice e interprete della tradizione musicale ebraica, per il cinema compone colonne sonore, tra le quali quelle per: Uova di garofano di Silvano Agosti, Flussi di Coscienza di Giorgio Pressburger, La Passione di Giosuè l'Ebreo (2005), Rosso Malpelo (2007), Il cavaliere Sole, tutti di Pasquale Scimeca. Per il teatro scrive e interpreta la pièce E sceglierai la vita, ispirata alla Shoah e al libro di Primo Levi Se non ora, quando. Per la televisione scrive e interpreta il brano Yonati Tammati, prima sigla della trasmissione di Rai 2 Sorgente di vita, con le grafiche animate di Emanuele Luzzati.
Studiosa dell'eredità musicale ebraica e mediterranea, ripropone canti tradizionali e nuove interpretazioni, attingendo sia dal repertorio yiddish, sia dal repertorio sefardita. Canta in ebraico, arabo, yiddish, italiano, giudesmo e bagitto.

## Discografia
- Shirat Miriam. Canto Esiliato, Edizioni Fonè, 1986
- Il Vangelo secondo Marco, Letto da Walter Maestosi, Libera Informazione Editrice, 1997
- Dialoghi mediterranei, con la partecipazione straordinaria di David Meghnagi, MM production, 2004
- La passione di Giosuè l'ebreo, Rai Trade, 2005
- Rosso Malpelo, Rai Trade, 2007